# Пульше (Подляское воеводство)
Пу́льше (пол. Pulsze) — деревня в Бельском повете Подляского воеводства Польши. Входит в состав гмины Вышки. По данным переписи 2011 года, в деревне проживало 304 человека.

## География
Деревня расположена на северо-востоке Польши, на левом берегу реки Пульшанка, на расстоянии приблизительно 14 километров (по прямой) к северо-западу от города Бельск-Подляски, административного центра повета. Абсолютная высота — 141 метр над уровнем моря.

## История
Согласно «Указателю населенным местностям Гродненской губернии, с относящимися к ним необходимыми сведениями», в 1905 году в деревне Пульсы проживало 502 человека. В административном отношении деревня входила в состав Райской волости Бельского уезда (2-го стана).
В период с 1975 по 1998 годы деревня являлась частью Белостокского воеводства.

## Достопримечательности
- Деревянная кладбищенская каплица (часовня), XVII (или XVIII) в.